# Lárymna
Lárymna (en grec moderne : Λάρυμνα) est un village de pêcheurs situé dans le nord du golfe d'Eubée. Avec Lagonísi (el) et Metallía (el), il forme depuis 2011 la communauté locale de Lárymna (de).

## Étymologie
Jusqu'au XXe siècle, le village s'appelait Larmes ou Kastri, avant qu'il ne retrouve son nom antique.
Le lieu aurait été nommé d'après Lárymna, fille de Kynos, fils d'Opous. Une autre explication le rattache au mot lárynx (en grec moderne : λάρυγξ), dont dérive, entre autres, le mot larynx. Ce terme est ici est à prendre dans le sens d'un évent en forme d'entonnoir. Strabon rapporte en effet la présence à Áno Lárymna (en), d'un grand ponor, un gouffre dans lequel le fleuve Céphise se perd pour émerger 3,5 km plus au nord d’Áno Lárymna.

## Emplacement
Lárymna est située à l'embouchure du Céphise. De l'autre côté de la baie, à 500 m à l'est, se trouvent Metallía et la fonderie de nickel Larco. À environ 500 m au nord se trouve le petit village de Lagonísi. Le village est à 8 km au nord-ouest de Malesína, à 6 km à l'ouest de Martíno (en) et à 7 km au sud en bordure de la plaine de Copaïs.

## Histoire
Dès l'Antiquité, il y avait une localité du même nom, qui portait le nom de Lárymna-la-Haute après Strabon.
Indépendamment de cette source, le chercheur Dimitrios R. Theocharis a démontré à partir de découvertes archéologiques que Lárymna était déjà habitée au néolithique. Selon la tradition, pendant l'helladique ancien, la ville appartenait à Opous et Ajax la gouvernait déjà. La plus ancienne céramique trouvée ici date du VIIe siècle av. J.-C.
Jusqu'aux temps historiques, Lárymna est restée dominée par les Lokrides jusqu'à ce que la ville rejoigne volontairement la future Thèbes. Certains historiens pensent que ce changement s'est produit au VIe siècle av. J.-C. À l'avènement d'Épaminondas vers 364 av. J.-C., la ville portuaire utilisée comme base navale. D'autres historiens relèvent dans le Périple du Pseudo-Scylax, daté du IVe siècle av. J.-C., que Lárymna est toujours considérée comme une ville locrienne. Pline l'Ancien la considère également comme une ville locrienne, bien qu'il se réfère à des sources plus anciennes. Plus tard, au IIIe siècle av. J.-C., Lárymna semble avoir rejoint la confédération béotienne. 
En 364 av. J.-C., Antigone III Doson, en route avec sa flotte verse l'Asie Mineure, fait escale dans le Lárymna béotien, alors hostile. La marée montante l’empêche de repartir rapidement. Comme les Béotiens craignent qu'Antigone envahisse le pays, ils envoient Néon (en) à la tête de toute la cavalerie béotienne à Lárymna. Mais Néon n'exploite pas la situation difficile d'Antigone et laisse les navires s’échapper sans les inquiéter. En 86 av. J.-C., après sa victoire sur Mithridate VI, le général romain Sylla détruit la ville, mais celle-ci semble avoir été rapidement reconstruite. 
De la fin du Ve siècle au début du VIe siècle, Lárymna est désignée comme la ville portuaire la plus méridionale de Locride. De cette période, probablement du règne de Justinien, proviennent les plus récents vestiges de l'ancienne installation portuaire. 
Au XIXe siècle, le minerai de nickel est extrait au sud de Lárymna, près de Kokkino, puis acheminé vers le port. En 1894, la ville est détruite par un tremblement de terre. Au début du XXe siècle , une usine de ferronickel est construite sur l'estuaire, en face de Lárymna. Une colonie ouvrière nommée Metallía est créée à proximité. Pendant la Seconde Guerre mondiale, le minerai, stratégique à l'industrie de l'armement, était acheminé clandestinement en Allemagne.
En 1948, l'usine Larco est construite pour extraire le nickel du minerai local dont les réserves sont, au début du XXIe siècle, estimées à plus de 250 millions de tonnes. La cheminée, haute de 150 mètres, est la plus haute de Grèce. Sur place, 700 employés transforment le minerai en ferronickel. Le procédé d'extraction, consistant en des fours rotatifs alimentant un four à arc électrique, est similaire à celui développé par la Société Le Nickel.

## Lieux et monuments
Certaines restes du petit port antique (100 m de large et 70 m de long) subsistent, avec la présences d'éléments quai. Il a été supposé que les fondations à l'entrée du port sont celles d'un pont qui enjambait le port. À l'est du port, on peut encore voir les fondations des murailles et des tours. C'est probablement sur cette péninsule que se tenait le temple de  Dionysos évoqué par Pausanias le Périégète, dans lequel était une statue du dieu. Plus à l'est, il y avait un autre port dont subsistent les vestiges d'une ancienne jetée, avec quelques quais bien préservés.
À 1,5 km au nord de l'île d'Agios Nikolaos, se trouve une église de 1493 dédiée à Saint-Nicolas. Chaque année, le 9 mai on y célèbre le saint. Sur la route de Kokkino, à environ 2 km au sud du village, se trouve une autre église dédiée au saint. On y a également trouvé les fondations d'une basilique paléochrétienne.

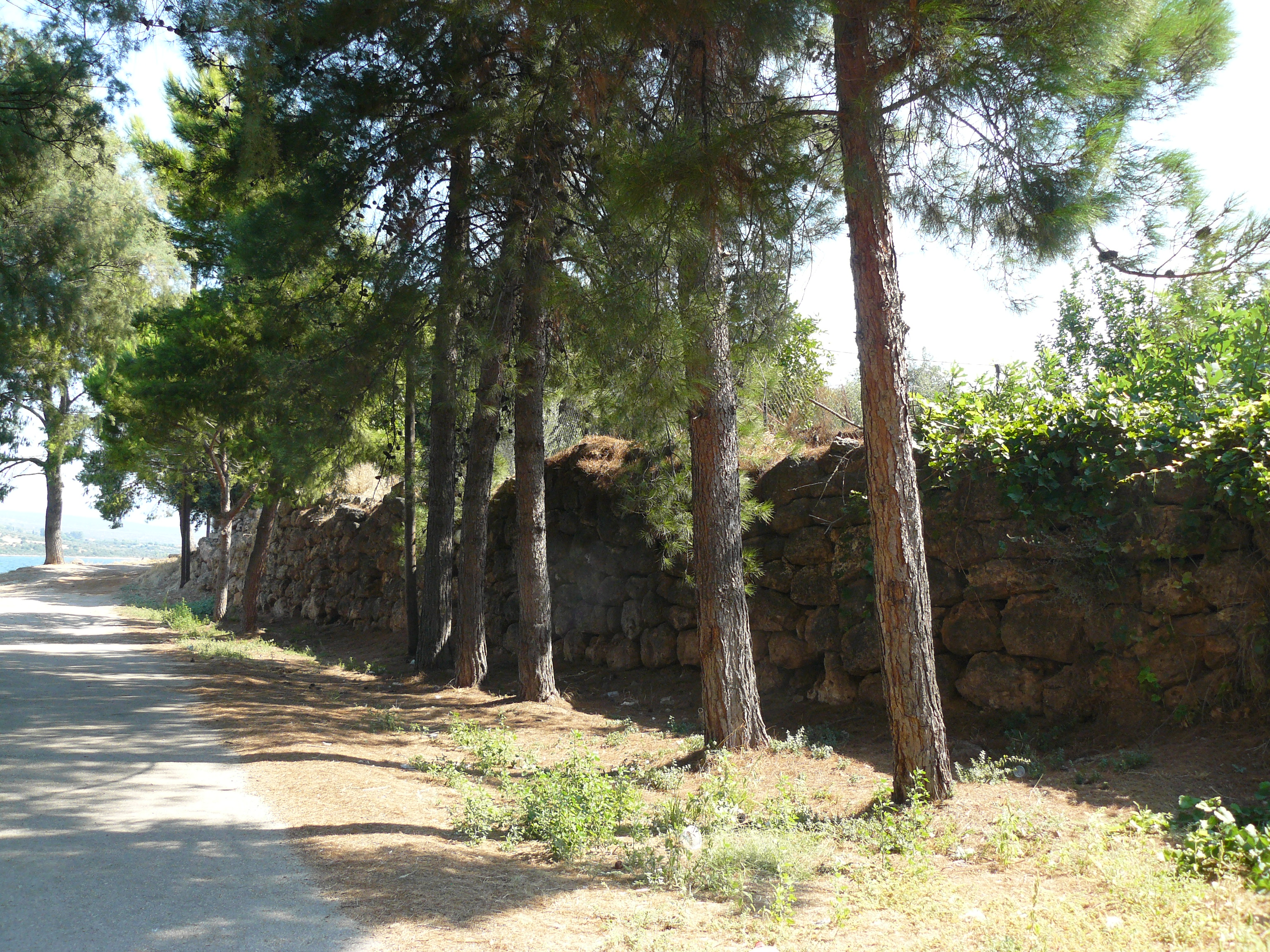
Muraille de la ville antique.
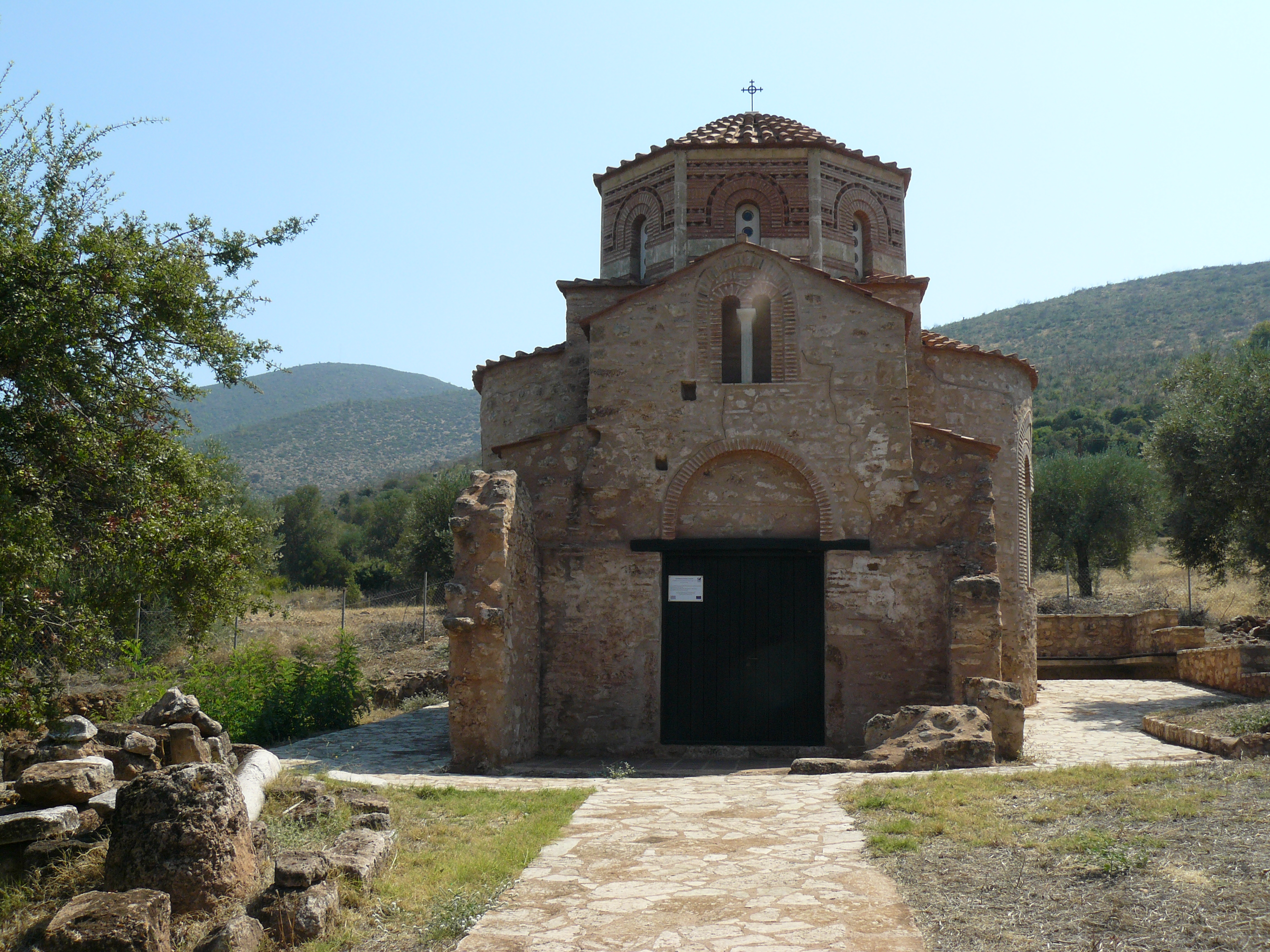
Église Saint-Nicolas à 2 km au sud de Lárymna.